# حديقة أمريكا اللاتينية بفاس
حديقة أمريكا اللاتينية هي حديقة تتوسط مدينة فاس، وتوجد قرب مقر جماعة فاس ومستشفى أكدال، في منطقة ملعب الخيل. تبلغ مساحتها ثمانية هكتارات و3700 متراً مربعاً، يعمل فيها حوالي 40 من اليد العاملة.
افتتحت الحديقة يوم الجمعة 7 غشت 2015، وحضر حفل تدشينها وفد من سفراء دول أمريكا اللاتينية (فنزويلا، الباراغواي، بنما) رفقة بعض مستشاري مجلس مدينة فاس. وتضم عدداً من المرافق المتنوعة مثل بركة مائية، جناح للأطفال، مقاهي، ممرات لممارسة الرياضة.